# Bart Dockx
Bart Dockx (Turnhout, 2 de setembre de 1981) va ser un ciclista belga, professional des del 2004 fins al 2011.

## Palmarès
- 2001
  - Vencedor d'una etapa a la Ronde van Vlaams-Brabant
- 2002
  - 1r a la Fletxa flamenca

### Resultats a la Volta a Espanya
- 2005. 95è de la classificació general
- 2006. Abandona (17a etapa)
- 2007. 111è de la classificació general
- 2008. 111è de la classificació general

### Resultats al Giro d'Itàlia
- 2009. 168è de la classificació general